# Thomas Malory
Thomas Malory és el nom del suposat autor o compilador de les històries recollides a La mort d'Artús, un dels títols de la matèria de Bretanya. La seva identitat ha estat objecte de controvèrsia a la tradició crítica, si bé el corrent majoritari l'identifica amb un noble del segle xv lligat a la cort, procedent d'una família culta que li hauria permès accedir a les fonts franceses sobre la llegenda del rei Artús, que apareixen a la seva obra magna i donen al personatge principal un aspecte més complex que altres fonts. Altres estudiosos li atribueixen un origen gal·lès, opció preferida pels analistes del Renaixement. La crítica tampoc no es posa d'acord sobre el grau d'incidència sobre el text final.